# Skamander (grupa literacka)

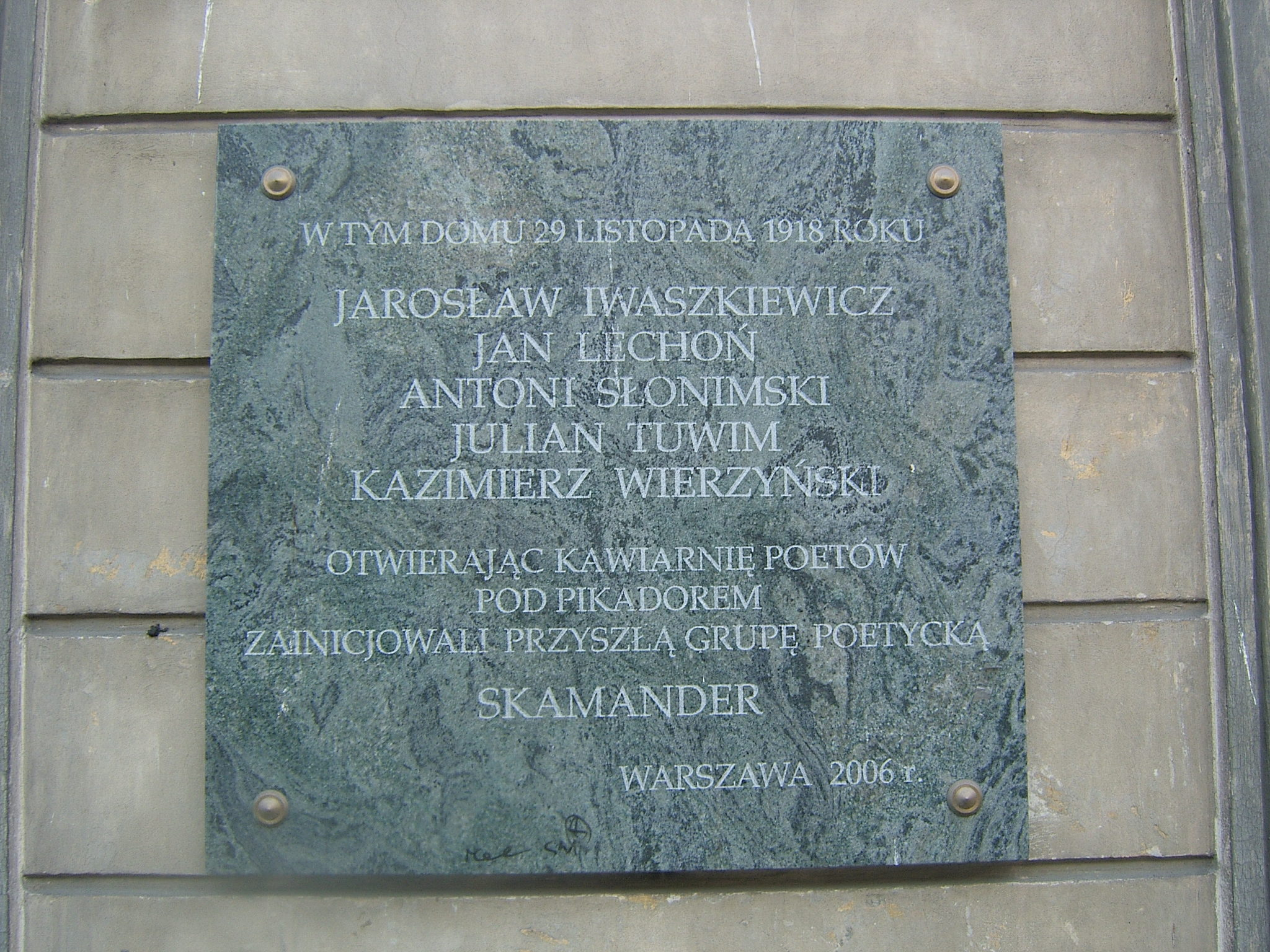
Tablica upamiętniająca powstanie grupy na budynku przy ul. Nowy Świat 57
w Warszawie

Skamander – grupa poetycka, którą zaczęli formować ok. 1916 Julian Tuwim, Antoni Słonimski, Jarosław Iwaszkiewicz, Kazimierz Wierzyński oraz Jan Lechoń. Wzorem dla skamandrytów była przede wszystkim twórczość Leopolda Staffa. „Skamander” istniał niemal do 1939 roku.

## Geneza
Swoją nazwę wzięła od rzeki Skamander opływającej Troję. Jednocześnie jednak zawarta jest w niej aluzja do słynnego zdania z Akropolis Stanisława Wyspiańskiego: Skamander połyska, wiślaną świetląc się falą. Pomimo bardzo silnego utrwalenia się w ogólnej świadomości funkcjonowania poetów „Skamandra” jako grupy, Michał Głowiński sformułował sąd, że Skamandryci to grupa sytuacyjna, czyli taka, której głównym spoiwem jest rzeczywistość pozaliteracka (wspólna działalność kabaretowa, odczyty i działalność „Pod Picadorem”, stolik na półpiętrze w kawiarni „Ziemiańskiej”, obracanie się w tych samych kręgach towarzyskich).

## Dzieje grupy
Historię grupy Skamander można podzielić na trzy okresy, z których pierwszy rozpada się jeszcze na dwa podokresy.
Integracja grupy (lata 1916–1919 z cezurą w 1918)
1916–1918 – formowanie się grupy na Uniwersytecie Warszawskim wokół czasopisma „Pro Arte et Studio”. Nie ma jeszcze wspólnych wystąpień, ani samoświadomości grupy, ale przy pracy w redakcji rysuje się podobieństwo poetów i ich odrębność od innych grup (głównie na gruncie opozycji anty-modernistycznej).
Cezura roku 1918 – w marcu 1918 w „Pro Arte et Studio” zostaje opublikowany wiersz Wiosna Juliana Tuwima. Wiersz ten wywołuje wielkie kontrowersje obyczajowe, które doprowadzają do zmian w redakcji pisma. W ich wyniku redakcję obejmują osoby związane ze „Skamandrem”. Wtedy też „Pro Arte” stało się „bojowym organem”, gdzie poeci występowali przeciwko modernistycznym epigonom. 29 listopada 1918 otwarta zostaje kawiarnia poetów „Pod Picadorem”. To głównie podczas tutejszych występów ukształtowała się „wielka piątka”. Tu też wykrystalizowały się wspólne dążenia grupy, wspólne sojusze i fobie. Poprzez specyficzny kontakt z publicznością jaki zaistniał po raz pierwszy w historii, właśnie „Pod Picadorem” (stałe odczyty, czy występy kabaretowe za które należało uiścić opłatę), grupa wzięła udział w procesie profesjonalizacji i instytucjonalizacji zawodu literata. Członkowie grupy (poza Julianem Tuwimem) proponowali również oferty matrymonialne za uiszczeniem opłaty.
1918–1919 – działalność grupy już pod nazwą „Skamander”. Pojawiają się wtedy pierwsze tomiki poszczególnych poetów: Julian Tuwim – Czyhanie na Boga (1918), Jan Lechoń – Karmazynowy poemat (1920), Antoni Słonimski – Sonety (1918), Kazimierz Wierzyński – Wiosna i wino (1919), Jarosław Iwaszkiewicz – Oktostychy (1918).
Działalność właściwa (1919–1926/1928)
Grupa w najpełniejszy sposób przybiera swoją formę. Skupiona wokół miesięcznika „Skamander”, redagowanego przez Mieczysława Grydzewskiego, osiąga programową jednomyślność. W tym też okresie pojawiają się poeci-satelici Maria Pawlikowska-Jasnorzewska, Józef Wittlin, Stanisław Baliński, Jerzy Liebert, Kazimiera Iłłakowiczówna, czy powieściopisarze i krytycy (m.in. Wilam Horzyca).
Dezintegracja grupy (1929–1939)
Zanikają tak charakterystyczne dla Skamandra tendencje optymistyczno-witalistyczne oraz zaczyna słabnąć więź grupowa. Dochodzi do tego głównie na tle stosunku poszczególnych poetów do obozu sanacyjnego – zamachu majowego i autorytarnych rządów Piłsudskiego, wyborów brzeskich, rozpadu obozu sanacji po śmierci Marszałka. Iwaszkiewicz i Lechoń objęli stanowiska dyplomatyczne za granicą. Pomimo to w świadomości społecznej znacznie dłużej utrzymuje się przeświadczenie o ścisłym powiązaniu grupy.

## Główne cechy
- Bezprogramowość, związana z postulatem wolności; według Skamandrytów programy jedynie ograniczają poezję (stąd zamiłowanie wobec koncepcji witalizmu oraz talentyzmu), programów literacko-poetyckich jest tyle, ile literatów i pisarzy
- Koncepcja poety słowiarza, rzemieślnika słowa, niewynoszącego się ponad tłum poety-uczestnika
- Zachwyt nad życiem (również jego stroną biologiczną) i codziennością, zwrot ku sprawom „szarego” człowieka, najważniejsza jest teraźniejszość, nie przeszłość i przyszłość
- Elementy języka potocznego, stosowanie kolokwializmów, neologizmów i wulgaryzmów
- Nawiązanie do tradycji i dorobku kulturowego
- Fascynacja tłumem i jego potęgą oraz nowoczesnością
- Nawiązania do filozofii poprzedniej epoki, szczególnie do założeń H. Bergsona (witalizm, biologizm), oraz F. Nietzschego (koncepcja nadczłowieka – każdy może stać się wybitną jednostką, będącą poza dobrem i złem. Nadczłowiek jest obdarzony wolą mocy, jest ona niewzruszona, człowieka nie ograniczają żadne normy, przykazania, schematy myślowe ustanowione przez ludzkość).

## Podstawowe założenia
- Wiązanie poezji z teraźniejszością
- Propagowanie wzorca poety-uczestnika, biorącego udział w życiu państwa (kontrast do roli artysty w Młodej Polsce)
- Wprowadzenie jako bohatera szarego człowieka oraz tematyki związanej z jego życiem
- Używanie języka potocznego, gwarowego, pełnego humoru
- Łączenie różnych form wypowiedzi (liryka, satyra, ironia)
- Dbałość o indywidualny rozwój talentów
- Pochwała życia i jego przejawów (afirmacja aktywizmu: życie poety powinno opierać się na podstawie aktywistycznej, czyli na ciągłej działalności społecznej, ekonomicznej i gospodarczej. W filozofii to pierwszeństwo aktywności i zmiany nad trwałością i stałością).
- Dążenie do związania poezji z życiem politycznym (Po roku 1922)
- Zwrot do postawy aktywnej
- Domaganie się klasycznych reguł wiersza
- „Wyjście" do ludzi: spotykanie się i recytowanie wierszy w miejscach ogólnodostępnych np. w kawiarniach